# Труман, Кристин
Кристин Труман (англ. Christine Truman, в замужестве Джейнс, англ. Janes; род. 16 января 1941, Вудфорд-Грин, Эссекс) — британская теннисистка и спортивный комментатор, 2-я ракетка мира в 1959 году. Старшая сестра Нелл Труман. Победительница чемпионата Франции 1959 года в одиночном и чемпионата Австралии 1960 года в женском парном разряде, трёхкратная финалистка турниров Большого шлема в одиночном и парном разрядах, трёхкратная обладательница Кубка Уайтмен со сборной Великобритании. Член ордена Британской империи (2001).

## Биография
Родилась в 1941 году в Вудфорд-Грине (Эссекс), пятая из шести детей в семье. Родители, Стэнли и Эйми, познакомились в теннисном клубе и передали любовь к этой игре детям — большинство братьев и сестёр Кристин также играли в теннис, в том числе старший брат Хамфри — в основной сетке Уимблдонского турнира. Сама Кристин начала учиться игре в теннис в 9 лет и приняла участие в своём первом турнире в 10.
В 1956 году стала чемпионкой Великобритании среди девушек и повторила этот успех в 1957 году. В этом же году, в возрасте 16 лет, впервые приняла участие в Уимблдонском турнире. В год дебюта дошла до полуфинала, где проиграла будущей чемпионке Алтее Гибсон. После Уимблдона была приглашена в сборную Великобритании для участия в Кубке Уайтмен — ежегодном матче британской и американской команд — и представляла её ежегодно до 1971 года. В 1958 году в рамках этого соревнования Труман нанесла сенсационное поражение Гибсон, на тот момент первой ракетке мира, и сыграла ключевую роль в первой за 22 года победе сборной Великобритании.
Лучшим в индивидуальной карьере Труман стал 1959 год. В 18 лет она выиграла чемпионат Франции — один из четырёх турниров Большого шлема — и чемпионат Италии в одиночном разряде, а на чемпионате США дошла до финала, где уступила бразильянке Марии Буэно. Завершила год на втором месте в мировом рейтинге после Буэно. Труман оставалась самой молодой в истории чемпионкой Франции в одиночном разряде до 1987 года, когда её рекорд побила Штеффи Граф.
В 1960 году стала победительницей чемпионата Австралии в женском парном разряде с Буэно, а в одиночном разряде дошла до полуфинала. Играла в полуфинале также на Уимблдонском турнире, где проиграла Буэно. В этом же году во второй раз завоевала со сборной Великобритании Кубок Уайтмен; проиграв в первый день Дарлин Хард, Труман затем победила 17-летнюю Карен Хантзе и принесла Великобритании победное очко в решающей седьмой игре в паре с Ширли Брашер. В 1961 году показала свой лучший результат в одиночном разряде на Уимблдоне, став финалисткой. В полностью британском финале выиграла первый сет у Анджелы Мортимер и вела во втором, но, неудачно упав, усугубила травму ахиллова сухожилия и в итоге уступила 6:4, 4:6, 5:7.
Хотя 1961 год стал последним, когда Труман добивалась значительных индивидуальных успехов в турнирах Большого шлема, она продолжала выступать вплоть до 1975 года. Выйдя замуж в 1957 году за бывшего игрока регбийного клуба "Уоспс" Джерри Джейнса, оставшуюся часть карьеры выступала под двойной фамилией. Начиная с 1963 года, несколько сезонов провела в сборной Великобритании в Кубке Федерации и трижды добиралась с ней до полуфинала этого турнира. В 1968 году в третий раз завоевала с британской командой Кубок Уайтмен, принеся своей сборной решающее очко в паре с младшей сестрой Нелл.
В браке с Джейнсом родила четырёх детей (первый ребёнок появился на свет ещё во время активной теннисной карьеры, в 1970 году). По завершении игровой карьеры на протяжении 34 лет работала теннисным комментатором на BBC Radio. С 1984 года проживала с семьёй в Олдборо (Суффолк). В 2001 году была произведена в члены ордена Британской империи.

## Финалы турниров Большого шлема за карьеру

### Одиночный разряд (1-2)
| Результат | Год  | Турнир              | Покрытие | Соперница в финале | Счёт в финале |
| --------- | ---- | ------------------- | -------- | ------------------ | ------------- |
| Победа    | 1959 | Чемпионат Франции   | Грунт    | Жужа Кёрмёци       | 6-4, 7-5      |
| Поражение | 1959 | Чемпионат США       | Трава    | Мария Буэно        | 1-6, 4-6      |
| Поражение | 1961 | Уимблдонский турнир | Трава    | Анджела Мортимер   | 6-4, 4-6, 5-7 |

### Женский парный разряд (1-1)
| Результат | Год  | Турнир              | Покрытие | Партнёрша            | Соперницы в финале                    | Счёт в финале |
| --------- | ---- | ------------------- | -------- | -------------------- | ------------------------------------- | ------------- |
| Поражение | 1959 | Уимблдонский турнир | Трава    | Беверли Бейкер Флейц | Джинн Арт Дарлин Хард                 | 6-2, 2-6, 3-6 |
| Победа    | 1960 | Чемпионат Австралии | Трава    | Мария Буэно          | Лоррейн Кохлан Робинсон Маргарет Смит | 6-2, 5-7, 6-2 |